# Castell de les Pallargues
El castell de les Pallargues és un edifici dels Plans de Sió (Segarra), declarat bé cultural d'interès nacional. Està inclòs en la Ruta dels Castells del Sió de la Segarra i es pot visitar.

## Història
La primera referència d'aquesta fortalesa es remunta al 1040, amb motiu de la segona consagració de la Seu d'Urgell, en què es fa esment de la possessió del Castellum Espalargi per l'església del castell de Guissona, que formava part del seu territori. El 1061, el bisbe d'Urgell Bernat, donà a la canònica de Solsona i als seus canonges els alous que tenia al terme del castell de les Pallargues.
El 1315 n'era senyor Berenguer de Rajadell, que aleshores disputava a Santa Maria de Solsona uns drets sobre la quadra de Talarn. Segons els fogatges de la segona meitat del segle xiv, n'era senyor Joan de Concabella. El 1590, el senyor era Onofre d'Argençola, el llinatge del qual conservà el domini sobre el terme fins a l'abolició dels senyorius al segle xix. Els propietaris actuals són Pere Rovira i Teresa Majoral.

## Arquitectura
El castell s'aixeca en el punt més alt del nucli de les Pallargues i està orientat cap al sud. Pertany a la tipologia dels castells-palau, amb una planta irregular, formada per tres cossos de mida diferent, fruit d'ampliacions successives. Té un cos central de planta quadrada, i dos cossos laterals rectangulars de menors dimensions. Està format per una planta baixa, on es troben les dependències destinades als serveis, com ara les quadres, el celler o la presó, i dis pisos superiors amb els murs realitzats amb carreus regulars.

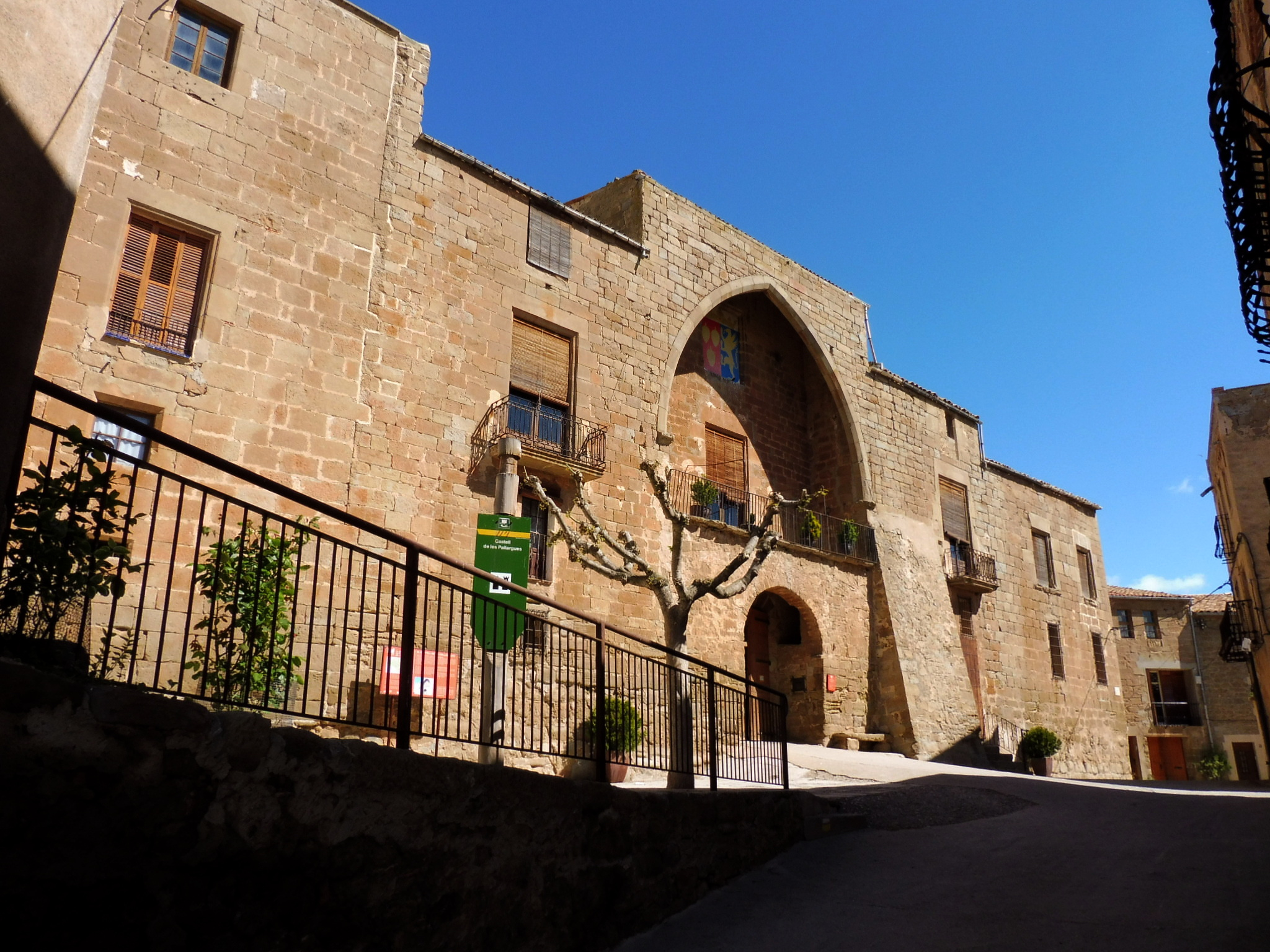
Vista lateral

A la façana principal, de gran llargada, destaca l'arc gòtic de 13 m d'alt per 7,5 m d'ample, en l'eix del qual es troba la finestra de la sala noble i la porta d'entrada, amb un arc de mig punt i grans dovelles, que queda enfonsada respecte al pla de la façana, avui només visible en part, a causa de l'afegit posterior del balcó i l'arc de mig punt sobreposat, igual que el contrafort que queda situat a la seva dreta. Les grans finestres, algunes d'elles amb reixes de ferro forjat, estan ordenades regularment al llarg de tota la façana, tot i que amb l'aparició dels balcons, la façana va canviar la seva imatge. S'aprofità el gran arc i es van rebaixar les finestres per convertir-les en balcons amb baranes de ferro forjat, i també es va construir una curiosa torreta en una de les balconades. Durant la Guerra Civil espanyola, es va haver de refer la coberta i es va rebaixar en part aprofitant les pedres per a construir la tanca del corral.
Altres elements destacables són: la Capella dedicada a Sant Miquel, l'escala de cargol que comunica amb les antigues presons subterrànies i el pou de gel.